# Kostel svatého Jiljí (Našiměřice)
Kostel svatého Jiljí je římskokatolický chrám v obci Našiměřice v okrese Znojmo. Jednolodní gotický chrám z 2. čtvrtiny 14. století je farním kostelem našiměřické farnosti. Je chráněn jako kulturní památka. Ve zvonici kostela se nachází nejstarší dochovaný zvon na Moravě.

## Historie
Gotický kostel svatého Jiljí vznikl během 2. čtvrtiny 14. století. Stavba věže byla pravděpodobně dokončena až po polovině 14. století. Během 16. století došlo k úpravě vrcholu věže a vyzdění střešního jehlanu. K výrazným stavebním úpravám došlo roku 1730. Tehdy byla zvýšena podlaha kostela, (znovu)vystavěna sakristie a upravena okna kostela a kněžiště. Podvěží získalo klenbu a kvůli přístupu na zvonici došlo ke zbudování točitého schodiště mezi severní stranou věže a lodí. V roce 1893 kostel vyhořel. Během následných oprav byla nově zaklenuta loď a sakristie a pravděpodobně vystavěna předsíň na severní straně lodi.
Počátkem 2. tisíciletí se kostel nacházel v havarijním stavu a byl zapsán na seznam ohrožených nemovitých kulturních památek. V letech 2012–2013 proběhla rekonstrukce lodi, kněžiště a sakristie. V jejím rámci byl proveden průzkum prostor pod podlahou kněžiště. Dále byla zbořena a znovu vystavěna předsíň kostela.

## Popis
Kostel svatého Jiljí stojí v jižní části obce na mírném návrší. Jedná se o jednolodní orientovanou stavbu s odsazeným, polygonálně ukončeným kněžištěm. Kněžiště je opatřeno opěráky s pultovými stříškami. K severní straně kněžiště přiléhá obdélná sakristie. V ose severní strany lodi stojí malá obdélná předsíň s hlavním vstupem do kostela, opatřeným sedlovým portálem. Fasády lodi a kněžiště jsou hladké, opatřené protáhlými okny s půlkruhovým zaklenutím. K západnímu průčelí lodi je připojena mohutná věž hranolového půdorysu. Ta je členěna kordonovými římsami a zakončená cimbuřím na krakorcích. Zastřešení věže tvoří zděný čtyřboký jehlan. Věž je v nižších patrech opatřena štěrbinovými okny, ve zvonicovém patře pak dvojitými okny s lomeným záklenkem, dělenými středním prutem. Přístup na věž je pomocí točitého schodiště mezi severní stranou věže a západní stěnou lodi. Zvonice nese tři zvony, jeden nese letopočet 1370 a jde pravděpodobně o nejstarší spolehlivě datovaný zvon dochovaný na území Moravy a Slezska.
Kněžiště je zaklenuto polem křížové klenby a paprsčitým závěrem. Loď a sakristie mají plochý strop. Prostor lodi a kněžiště odděluje lomený vítězný oblouk. V západní části lodě stojí novodobá dřevěná hudební kruchta.
Kolem kostela se nachází hřbitov, obehnaný ohradní zdí s bránou.